# Seznam največjih bazenov na svetu
Seznam največjih plavalnih bazenov na svetu po površini in vsi nepravilnih oblik. Največji plavalni bazen na svetu je Crystal Lagoons v egiptovskem mestu Šarm el Šejk, ki po površini meri kar 12,1 hektarja.

## Po površini
Ker so bazeni popolnoma nepravih oblik je navedena samo maksimalna dolžina in tudi maksimalna globina.
| # | Bazen               | Mesto        | Površina | Dolžina | Globina | Odprto | Opis                                                                      | Koordinate                                         | Link  |
| - | ------------------- | ------------ | -------- | ------- | ------- | ------ | ------------------------------------------------------------------------- | -------------------------------------------------- | ----- |
| 1 | CityStars           | Šarm el Šejk | 12,1 ha  |         |         | 2015   | prvi v komleksu od skupno 12 načrtovanih bazenov skupne površine 101,2 ha | 28°1′41.2″N 34°23′38.7″E / 28.028111°N 34.394083°E | [ 1 ] |
| 2 | San Alfonso del Mar | Algarrobo    | 8,1 ha   | 1013 m  | 3,5 m   | 2006   | med leti 2006 in 2015 je bil to največji bazen na svetu                   | 33°21′0.4″S 71°39′9.6″W / 33.350111°S 71.652667°W  | [ 2 ] |